# Livius Andronicus
Der Dichter Lucius Livius Andronicus († frühestens 207 v. Chr.) galt in der Antike als Begründer der römischen Literatur. Er stammte aus der griechischen Stadt Tarent, war somit kein lateinischer Muttersprachler. Das bedeutendste Werk des Livius Andronicus ist die Odusia, eine Übersetzung der griechischen Odyssee.

## Leben
Livius Andronicus wuchs in der griechischen Stadt Tarent auf, wo er vermutlich als Schauspieler tätig war. In Rom war er zunächst als Sklave, dann als Freigelassener Hauslehrer bei der Familie der Livier. Für den Schulgebrauch schrieb er die Odusia, eine in Saturniern verfasste Übersetzung der Odyssee Homers, die in Rom zur Grundlage des Griechisch-Unterrichts wurde.
Im Jahr 240 v. Chr. führte Livius Andronicus anlässlich der „Römischen Spiele“ (lateinisch ludi Romani) das von ihm selbst verfasste erste lateinische Drama auf. Diese Aufführung galt in der Antike als Geburtsstunde der lateinischen bzw. römischen Literatur.
In den darauf folgenden Jahren schrieb Livius Andronicus zahlreiche Tragödien und Komödien, die bei religiösen Festen aufgeführt wurden. 207 v. Chr. erhielt er den Auftrag, für einen Jungfrauenchor ein Prozessionslied zu Ehren der Göttin Iuno Regina zu verfassen. Dieses Werk hatte offenbar so großen Erfolg, dass den Schreibern und Schauspielern in Rom die Benutzung des Minerva-Tempels auf dem Aventin erlaubt wurde, was eine erhebliche Aufwertung ihres sozialen Status darstellte.
Da für die Jahre nach 207 v. Chr. keine gesicherten Nachrichten über Livius Andronicus mehr vorliegen, lässt sich annehmen, dass er bald nach Aufführung des Prozessionsliedes verstorben ist. Das genaue Todesjahr ist jedoch nicht bekannt.

## Werke
Keines der Werke des Livius Andronicus ist vollständig erhalten. Lediglich von der Odusia liegen ausreichend Fragmente vor, um den sprachlich-literarischen Charakter des Werkes beurteilen zu können. Daneben sind einige Dramenverse sowie die Titel weniger Tragödien und Komödien überliefert.

### Lyrisches Werk
Der einzige bekannte lyrische Text des Livius Andronicus ist das Prozessionslied zu Ehren der Iuno Regina aus dem Jahr 207 v. Chr., von dem jedoch keine Fragmente erhalten sind. Ob der Dichter darüber hinaus weitere lyrische Werke schrieb, ist nicht bekannt.

### Dramen
Die Dramen des Livius Andronicus waren vermutlich Adaptionen griechischer Vorbilder, die er dem Geschmack des römischen Publikums angepasst hatte. Abgesehen von wenigen Versen sind nur die Titel einiger Tragödien und Komödien überliefert.
Als Tragödien sind namentlich belegt:
- aus dem trojanischen Sagenkreis: Achilles, Aegisthus, Aiax mastigophorus („der geißelschwingende Aiax“), Equos Troianus („das trojanische Pferd“), Hermiona sowie eine Tragödie mit unsicher belegtem Titel (möglicherweise Teucer);
- aus der Perseus-Sage Andromeda und Danae;
- aus der Tereus-Sage Tereus.

Der einzige sicher belegte Komödientitel ist Gladiolus (möglicherweise mit ähnlichem Inhalt wie der Miles gloriosus des Plautus), eine weitere Komödie könnte Ludius geheißen haben. Vermutlich verfasste Livius Andronicus noch weitere Dramen, deren Namen nicht überliefert sind.

### Odusia
Die Odusia ist eine lateinische Übersetzung der griechischen Odyssee Homers. Sie wurde wahrscheinlich für den Schulgebrauch verfasst, um das Erlernen der griechischen Sprache zu erleichtern, das gewöhnlich durch die Homer-Lektüre erfolgte.
Die Sprache des in Saturniern verfassten Werkes, von dem eine Anzahl Verse erhalten sind, ist deutlich feierlicher als in den Dramenfragmenten. Livius Andronicus schöpfte hier besonders aus dem Formelschatz religiöser Zeremonien, um das Pathos des Textes zu verstärken und den erhabenen Stil des Originals im Lateinischen nachzubilden. Dabei beschränkte er sich nicht auf eine bloße Nachahmung der Odyssee in lateinischer Sprache, sondern erlaubte sich auch gelegentliche künstlerische Freiheiten. Zudem übertrug er Elemente griechischer Mythologie in die römische Vorstellungswelt, so rief er im ersten Vers des Werkes anstatt einer Muse eine Camena an, eine italische Gottheit.